# ドイツ民主共和国の経済
ドイツ民主共和国（ドイツみんしゅきょうわこく、独: Deutsche Demokratische Republik; DDR）、通称東ドイツ（ひがしドイツ、独: Ostdeutschland）の経済は、資本主義国の市場経済や混合経済とは違って、ソ連と同様、計画経済であった。国家が生産目標と価格を規定し、資源を分配、生産設備はほとんど国営であった。1970年代までは、ソ連経済圏と共産主義世界の中で最も安定した国の一つであった。

## 概要
社会主義国である東ドイツの経済は、ソ連を模範とした計画経済であり、国家計画委員会がコントロールした。
特に初期の経済政策はマルクス・レーニン主義のイデオロギーによる組織化が強力に推し進められており、1949年に二カ年計画、1951年には第一次五カ年計画が行われ、米国主導のヨーロッパ復興支援計画マーシャル・プランの援助を受けることはできず、さらに、ソ連が東ドイツ領内の工場を「賠償」（Reparationen）の名目で解体（Demontagen）、資材や製品を持ち去ってしまい、また東ドイツは西ドイツと比べて大きな鉄鉱山や石炭採掘場がなかったため、資源が乏しいなど、西ドイツと比べて復興初期の段階で大きく水をあけられていた。配給制度（Lebensmittelmarke）は西ドイツではすでに1950年に終了したが、東ドイツでは1958年まで続いた。1950年代終わりの東ドイツの生活水準は、西ドイツの25–30％のレベルでしかなかった、といわれる。
それにもかかわらず最高指導者だったヴァルター・ウルブリヒト（ドイツ社会主義統一党(SED)第一書記）は、東ドイツ国民一人あたりに「必要なすべての食料品、生活用品」の消費は、「近いうちに西ドイツの全国民の一人あたりの消費を超える」という目標を1958年に定めた。その際、模範となったのは、西側の「ちゃんとしてない（irgendwelch）」日用品や「粗悪品（Schund）」ではなく、「綺麗でセンスのよい、働く人が喜びとともに買って使う」実用品であった。このような競争意識から生じた困難をハンス＝ヴェルナー・ジンは次のように総括している。「東ドイツ当局が、奇怪な統計を使って、自国の労働者に見せつけたのは、自分たちの生活状態が、様々な領域で西側の仲間たちと同等であるということであった」。当時の経済活動は初期スターリン主義的経済戦略の影響の下、重厚長大型工業に注目を集めさせたが、ベルリン市内のスターリン通り建設への不満、過酷な労働規範（Arbeitsnorm）の反抗として東ベルリン暴動（1953年）が発生した。
その後、1950年代半ばから非スターリン化が起こると、経済は国民の需要に直接応える方向に向かっていった。これと前後して、1961年のベルリンの壁の建設で西ドイツへの亡命が実質不可能になると、国内の体制が安定化し、またソ連との交易が強化されることにより経済は成長路線に乗り、皮肉にも東ドイツの国民生活は向上するようになる。1963年に経済当局は人民所有企業を統合した82の人民所有企業連合に指導性を与え、利潤追求を含めて個々の企業・労働者から最大限の能力を引き出すことを目的として「計画と指導の新経済システム」を導入、経済統制を緩和して個々の企業の自由度を高めて労働者の生産意欲の維持を図った。このシステムは効率的に作動して、労働生産性が向上し、1964年7％、1965年6％に、国民所得は1964年と1965年とも5％成長した。耐久消費財の供給数も大幅に増加し（下表）、大規模な住宅建設計画によって、居住環境も改善された。
| 消費財名 | 供給数 （1955年） | 供給数 （1960年） | 供給数 （1970年） |
| -------- | ----------------- | ----------------- | ----------------- |
| 乗用車   | -                 | 3.2               | 15.6              |
| テレビ   | 1                 | 18.5              | 73.6              |
| 冷蔵庫   | 0.4               | 6.1               | 56.4              |
| 洗濯機   | 0.5               | 6.2               | 53.6              |

東ドイツはベルリンの壁建設から1960年代半ばまでは安定した成長を遂げ、その経済成長は「赤い経済の奇跡」と称された。東ドイツは「社会主義の優等生」と呼ばれ、その首都である東ベルリンは、西側諸国の支援の下で繁栄する西ベルリンに対抗すべく「社会主義のショーウィンドー」として発展した。1960年代と1970年代には、正確な数字ではないが経済の平均成長率はおよそ3％であったとされている。そして、1970年代以降は、東ドイツは重要な先進国のひとつに数えられるようになった。
ただ内実では、1967年以降になると経済成長は停滞した。自動車の個人保有率を例にとると1960年1.7％→1965年3.9％→1970年6.8％で、一方西ドイツは同じ期間で1960年8.1％→1965年15.8％→1970年23.0％であり、その格差は拡大した。これには、ソ連との緊密な経済関係を結ぶことが結局ソ連の利益が優先されることにつながり、競争原理を導入した「新経済システム」が1960年代末には中央集権化せざるを得なくなっていた背景があった。これはウルブリヒトの指導部の足元を脅かすことになった。西側を経済的に追い越すという期待は実らなくなり、ウルブリヒトは、「追い付かずに追い越す（Überholen ohne einzuholen）」という標語を打ち出した。外国で経済競争力を拡大しようと大胆な試みであったが、そのため1970年以降、国内の供給力が大きく低下した。
1971年5月、ソ連指導部との関係が悪化したウルブリヒトに代わってエーリッヒ・ホーネッカーがSED第一書記（最高指導者）になり、経済政策と社会政策の両立というスローガンのもとで、国家への不満を解消するために莫大な助成金を宣伝し、国際競争力を高めることよりも、国民の消費需要を満たすことに最大限の注意を払った。その結果、事実上1970年以降の物不足は解消し、新しい政策路線は肯定的に評価された。なお前任者のウルブリヒトは、ホーネッカーの経済戦略を批判し、「青くて未熟な共産主義者」と罵倒した。急激に高まる消費を賄うために、ホーネッカーは国家予算における設備投資額の割合を縮減した。設備投資に対する資本蓄積の割合は、1970年には16.1%だったのが、1988年には9.9%にまで減少している。このことは、最終的に東ドイツの経済停滞を招いた破滅的な決定ミスであったと証明されている。
また、1972年に国営化キャンペーンが始まると、民間の経済活動は、肉屋や家具屋のような小規模なものしか残らないようないようになり、従業員数も10人にまで制限された。そのうえ、物資の供給、税や法の面でも不利に扱われ、成功の見込みはあまりないと思われた。
他の産業部門への設備投資はひどく放置された一方、マイクロエレクトロニクス技術のような一大プロジェクトには投資が集中した。「自給自足のマイクロエレクトロニクス産業を構築する以外の選択肢は東ドイツにはなかった。先進的な産業国グループのなかで首位を堅持することが望まれていたのである」。ドイツ社会主義統一党 (SED) は、電子部品・コンピュータ産業を発達させる際、リバースエンジニアリング戦略、つまりシュタージによる諜報活動を広範囲に投入して技術不足を解決しようとした。「この戦略では、世界の主要な製造国になるための遅れを取り戻すことはできなかったが、その差を縮めることはできた。しかし最終的には、競合相手の製品をコピーする技術だけでは、急激な発展には対応できなかった」。
商品の供給は、相変わらず不満足な水準にとどまっていた。技術のイノベーションや道徳意識の変化（例えばその頃から出現した環境意識）は考慮されなかった。硬直した経済は、国民を不安定にしただけでなく、80年代にはいわゆるシューラー・レポートが裏付けたように、社会主義統一党自身でさえ不安定にした。ホーネッカーが輸出能力を疎かにしたので、輸入額はもはや輸出額を大きく上回った。極秘扱いのシューラー・ペーパーで負債額が見積もられたが、その際、それが秘密行動であるという理由から、東ドイツ貿易調整部がもつ外国貿易資産は顧慮されず、その結果実際にあった負債額よりもかなりの大きな額が想定されることとなった。このことは、シューラー自身ものちの出版で証明している。非社会主義経済圏に対する実質の対外債務は、199億ドイツマルクである。外貨流動資産は、1989年には国際決済銀行とドイツ連邦銀行の支払い後にも、事実上は残っていた
。社会主義経済圏に対して東ドイツは1989年、60億ドイツマルクの純資産を持っていた。さらに東ドイツ国家予算に対する国営企業の債務も加わっている。SED指導部は、1982年に流動資産が危機的な状態になったあとで、差し迫る支払能力を危惧していた。この危機的状態は、1983年にアレクサンダー・シャルク＝ゴロットコフスキーが西ドイツのフランツ・ヨーゼフ・シュトラウスと交渉して決着した数十億マルクの借款によって克服されたものであり、西側銀行の信用を再び取り戻したのである。その後、「採算性よりも外貨（Liquididät geht vor Rentablität）」というモットーに従って、東ドイツの支払能力は確保された。東ドイツの体制崩壊が、支払能力の危機によって引き起こされたかどうかは、研究上では議論を呼ぶところである。シュテファン・ヴォレによれば、SED体制の最期は、「財政破綻する少し前」に生じたが、このことは歴史家のアーミン・ヴォルツェ（Armin Volze）との議論を呼んでいる。
東ドイツ国内では、工業化された南部と農業が主流だった北部という歴史的に生じた格差があった。国土設計政策は、この格差を解消するため、莫大な費用を使って、アルセロール・ミッタル・アイゼンヒュッテンシュタット社のコンビナートや、PCKラフィネリーの石油コンビナートの建設を北側で進めた。さらにロストック港も強化され、バルト海海岸にはたくさんの造船所も建造された。ノイブランデンブルクやロストックやシュヴェリーンのような北部の都市は新しく拡張されると、南部の古い産業地域の住民が北部に移転した。

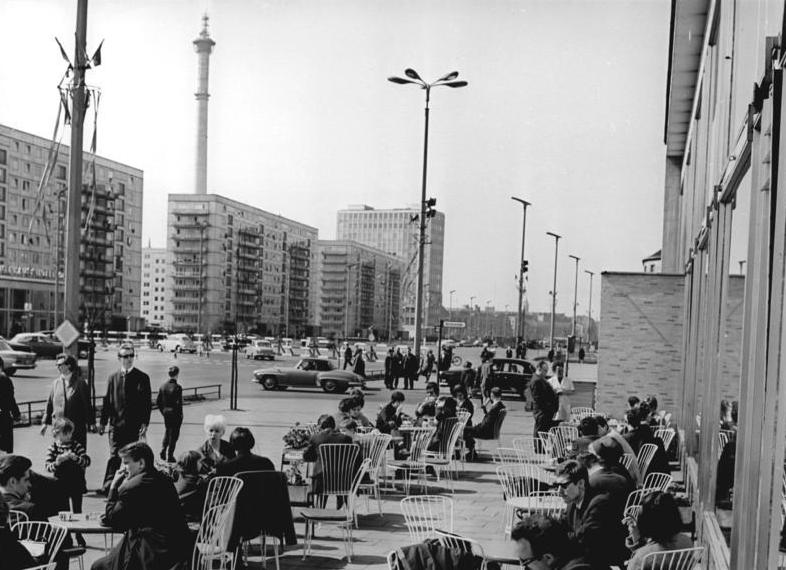
東ベルリン市内のカール＝マルクス＝アレー（1967年）

1973年、第一次石油危機で東ドイツ経済は不況に陥る。これより以前にすでに国家財政は悪化しており、東ドイツ経済が危機にあることを1973年段階で国家計画委員会が既に指摘していた。西ドイツを含む西側先進国がエネルギー問題を含めて経済構造の転換を進めて経済成長を促進したのに対して、計画経済、党官僚の支配の下で硬直化した経済運営の東側陣営では経済の構造改革ができなかった。しかもそれらには対外的な原因もあった。
その原因は、第一には第一次石油危機による資本主義諸国からの輸入品価格の高騰とソ連から輸入される原料と燃料価格の上昇による対外債務の急増である（この時期は日本では狂乱物価の時期であった）。累積債務の額は、1981年には10年前のおよそ10倍に膨らみ約100億ドルに達した。第二は1979–1980年の第二次石油危機の際にソ連からの石油供給の削減（1982年にそれまでの年間1900万トンから1700万トンに減らされた）によるエネルギー供給不足である。第三にこの1973年の第一次と1979年の第二次の二度の石油ショックによる世界貿易の縮小（一時的なものであれ）がもともと商品価値の低い東ドイツ製品の西側諸国への輸出を困難にしたこと、そして1981–1982年のポーランドとルーマニアの国際収支の危機に端を発した西側銀行の東ドイツに対する信用供与の停止である。これらの諸要因が積み重なり、東ドイツ経済を発展させる土台が急速に失われ、1982年以降の経済は奈落の底に向かうことになった。
ホーネッカーには1973年の時点で「このままでは国として破産に追い込まれる」との経済の実態が報告されたが、ホーネッカーはそのような調査作業を中止させ、データを破棄するように命じたという。当局は経済の停滞を打開するために、西ドイツとの協調姿勢を前面に出し、多額の財政協力を得ることで計画経済を支え国力の低下を防ごうとした。1987年にはホーネッカー自ら西ドイツにコール首相を訪れ、経済相互協定を結んだ。この時にはすでに東ドイツ経済は行き詰まっていたが、この現実はホーネッカーが失脚するまで隠蔽されていた。
西ドイツから秘密裡に「施し金」を受け取り、世論の支持を獲得するためにあらゆる分野に助成金をバラまき、産業投資は二の次にした。西側から巨額の借金をして、1989年で東ドイツの対外債務は260億ドルを超え、この債務の利払いだけで45億ドルに達した。これは国の歳入の三分の二であり、輸出収益の1.5倍に達する金額であった。最末期の東ドイツでは、全工業基盤の60％近くはスクラップとして償却され得るものにすぎず、鉱工業の生産性は西側の50％にしかならない悲惨な状況であった。
ホーネッカーが失脚したのちの1989年11月9日、社会主義統一党中央委員会でゲアハルト・シューラー国家計画委員長の口からこの実態が暴露され、東ドイツ経済はこの資金援助へ全面的に依存していて崩壊寸前であること、この収支バランスを均衡にするためには国民の生活水準を30％前後切り下げる必要があることを宣告した。この時点で西ドイツの国力に大きく水をあけられていた市民の間には不満が噴出しており、多くの市民が堂々と西側へと亡命をする東欧革命の混乱状態にあった。この11月9日の晩にはベルリンの壁の崩壊が始まり、東ドイツは消滅へと向かう。

## 産業
| 年度 | 社会的生産物 | 生産国民所得 |
| ---- | ------------ | ------------ |
| 1950 | 98,186       | 30,352       |
| 1960 | 240,271      | 79,379       |
| 1970 | 405,477      | 121,563      |
| 1980 | 655,212      | 193,644      |
| 1988 | 810,963      | 268,410      |

1951年〜1955年までの第一次五カ年計画の目的は、戦災を復興すること、特にエネルギー産業、重工業、化学工業の生産能力を向上させることだった。1955年には、東ドイツにはまだ1万3千の民間企業が存在しており、農業においては集団農場化は1960年初頭に終了した。
1957年に東ドイツの生産量は、第二次世界大戦前にこの地域で行われていた生産量のおよそ2倍となった。同年、2億1300万トンの褐炭（全世界産出量の50%）、327億kWhの電力と、290万トンの鉄（1947年の14倍）が生産された。化学産業では、東ドイツは世界で二番目に高い生産割合であり、東側諸国では最も大きな輸出量であった。1965年までに工業生産力は、戦前の5倍にまで増大した。

## 所得と消費

### 概要
通常、賃金と価格は、国家の計画によって強制的に決められていた。東ドイツではかなりの消費財が、全般的に不足していた。統一的な販売価格によって、おもに生活必需品には助成金が出されていたのに対して、電化製品（technische Geräte）や外貨獲得のために輸出されていたような商品は（国民の購買力に比べて）高かった。カラーテレビは、1980年代には3,500〜6,900マルクであったのに対して、パン一つは、5ペニヒ（0.05マルク）であった。重要なのは、東ドイツの消費財の多くは、国内で生産されたことである。もちろん良い製品は輸出され、国民が所有することはほとんど、あるいは全くできなかった。消費財の不足を表す事例として有名なのは、1970年代後半の「コーヒー危機」である。党指導部が、コーヒー輸入を削減して外貨を節約しようとしたのだが、国民の激しい抵抗運動に遭ったため、撤回しなければならなくなった。
国家指導部は、最初から価格の安定性を宣伝していた。実際、たいていの商品価格は、何年ものあいだほとんど変わらなかった。それに対して収入は持続的に上昇していた。ザクセンリング人民公社のシンプルなカラーテレビは、1960年には6,586マルクで、1989年には16,237マルクである。価格の上昇に対して、商品の質はほとんど上がっていなかったので、潜在的な購買力の相当が消化されないままであり続けた。国民は、商品の内容には、それに見合うだけの価値があるとは思わなかったので、貯蓄を好む傾向にあった。預金の利率が3%と高かったことも関係を悪化させた。国家は、これらの預金を投資資金として使っていたので、この問題を解決できるとは思っていなかった。この点に東ドイツの金融政策上の無策さが表れている。給料の上昇あるいは固定価格によって、実際には存在しない豊かさを国民に演出していたのである。

### 所得
店頭販売従業員の収入は600〜800マルク、エンジニアの収入は500〜1200マルク、土木関係の収入は900〜1,800マルクであるように、収入には高い格差があり、また節約傾向もあった。しかし、収入格差は、西側の先進国ほどには大きくなかった。売れっ子の職人が、開業医と同じくらい稼ぐということも珍しくなかった。収入は継続的に上昇しており、特に一部の工場労働者の収入は不釣り合いなほどに高かった。1970年代の初頭まで存在していた民間の中小企業では、百万長者に出世することも可能であった。特にうまくいったのはドレスデンの石鹸会社であった。しかし70年代になると、国有化と法的制約ゆえに、このようなことはもはや不可能になった。
東ドイツでは、お金と能力は、社会主義的に規制されたマーケットゆえに今日ほどには重要な役割を持たなかった。豊かさの問題は、社会的地位、友人関係、発明意欲の問題であった。高い地位にあった党幹部は、もちろん極めて豊かな生活を享受したが、退廃的な生き方はしなかった。ヴァンドリッツの金色の蛇口の物語や、その他もろもろの話は作り話である。

### 商店・店舗

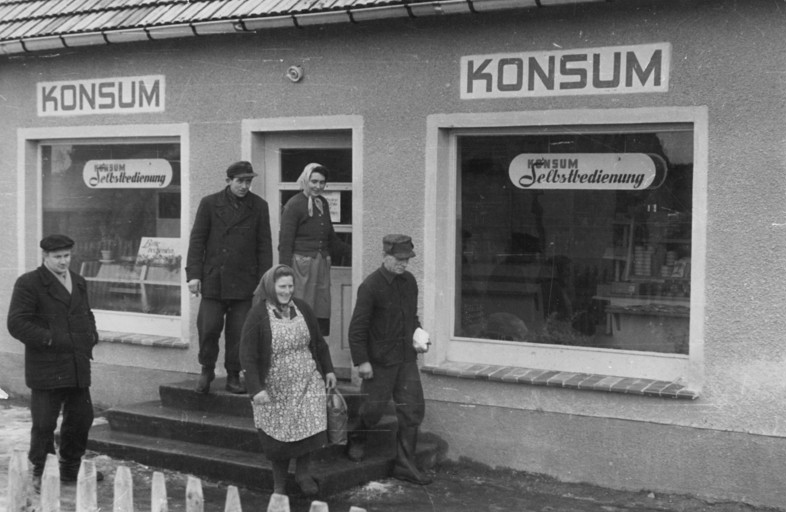
「コンズーム」, 1960

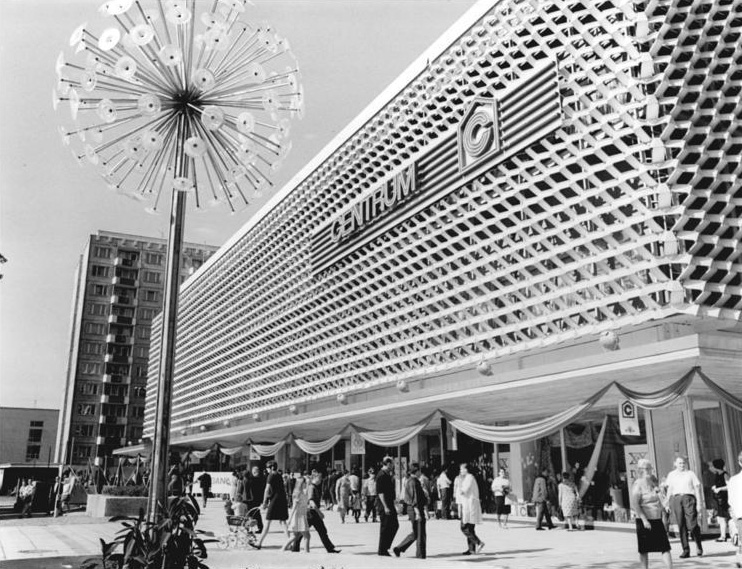
ズールのツェントルム・ヴァーレンハウス, 1969

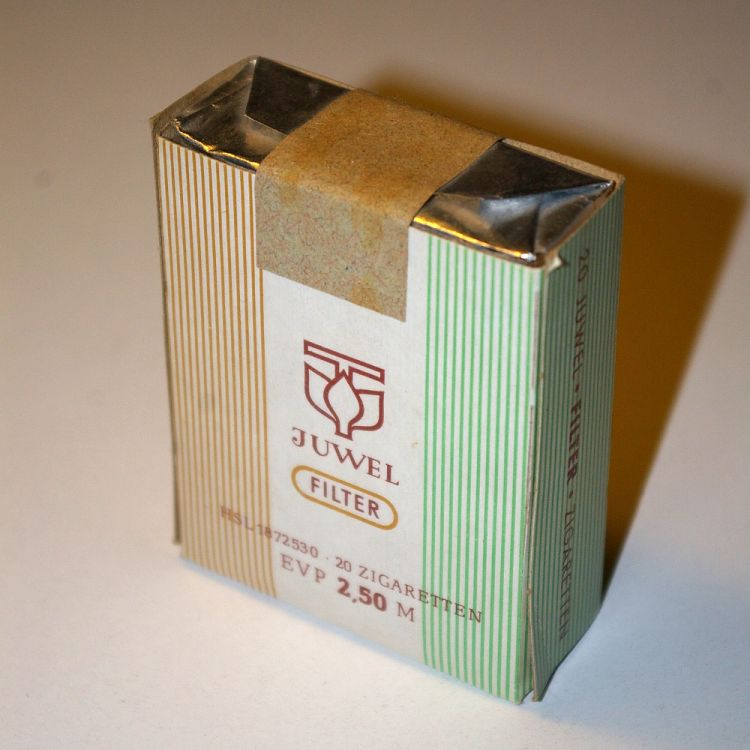
Juwelの煙草, 1988

通常の買い物場所は、「コンズーム」や「ハーオー」だった。パンからモペッドのような小型バイクまで、そこでは一応は何でも手に入れることができた。このような店は買物ホール（Kaufhalle）と表示され、スーパーマーケットという言葉は使われなかった。大都市では、「ツェントルム・ヴァーレンハウス」のようなデパートも作られた。小麦粉やじゃがいも、牛乳などの基本的な食料品は、不足していなかったが、そのレパートリーは限られていた。それ以外で何か特別なものを手に入れるには、店員との有効な関係を培わなければならないことも稀ではなかった。例えば、南国の果実、良質なコーヒー、カカオのように西側から輸入したとしか考えられないような商品は、特別に貴重であった。バナナは、ステータスシンボルとなった。多くの場合、それらは、病院関係者や保育園関係者、党幹部だけに手の届くものであり、普通の売り場では手に入らなかった。ラーデベルガー・エクスポートビールのような良質のビール、また良質のワインも手に入れるのは難しかったが、煙草はかなり売られていた。f6、Club、Cabinet、Juwelは、東側では手堅い顧客を獲得していた。また、外貨獲得のために「インターショップ」と呼ばれる外貨専門ショップもあり、高品質の商品や国内では入手困難な西側製品などが販売されていた。

### 電化製品
ラジオやカセットレコーダー、ステレオやテレビなどの電化製品は、通常、「ラジオ電信テクノロジー人民公社（VEB RFT）」で作られていた。これらの商品は最低限の生活必需品であるとは政治的にはみなされておらず、贅沢品に見合う価格であった。コンピュータ関連製品は、ロボトロン、エアフルト・ミクロエレクトロニーク・コンビナートなどで生産されていた。80年代半ばから、業務用コンピュータだけでなく、家庭用コンピュータロボトロンKC87も生産されていたが、その生産数は東ドイツの終焉まで少ないままであった。
1989年には、24.6%の国民が電話回線に接続していた。

### 交通手段
自動車（トラバント）

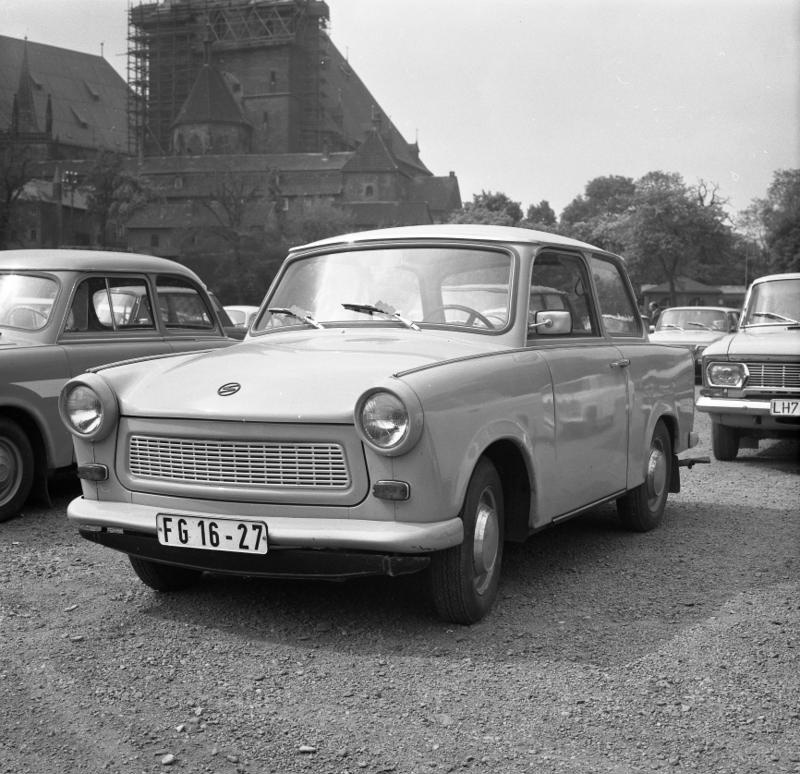
トラバント601

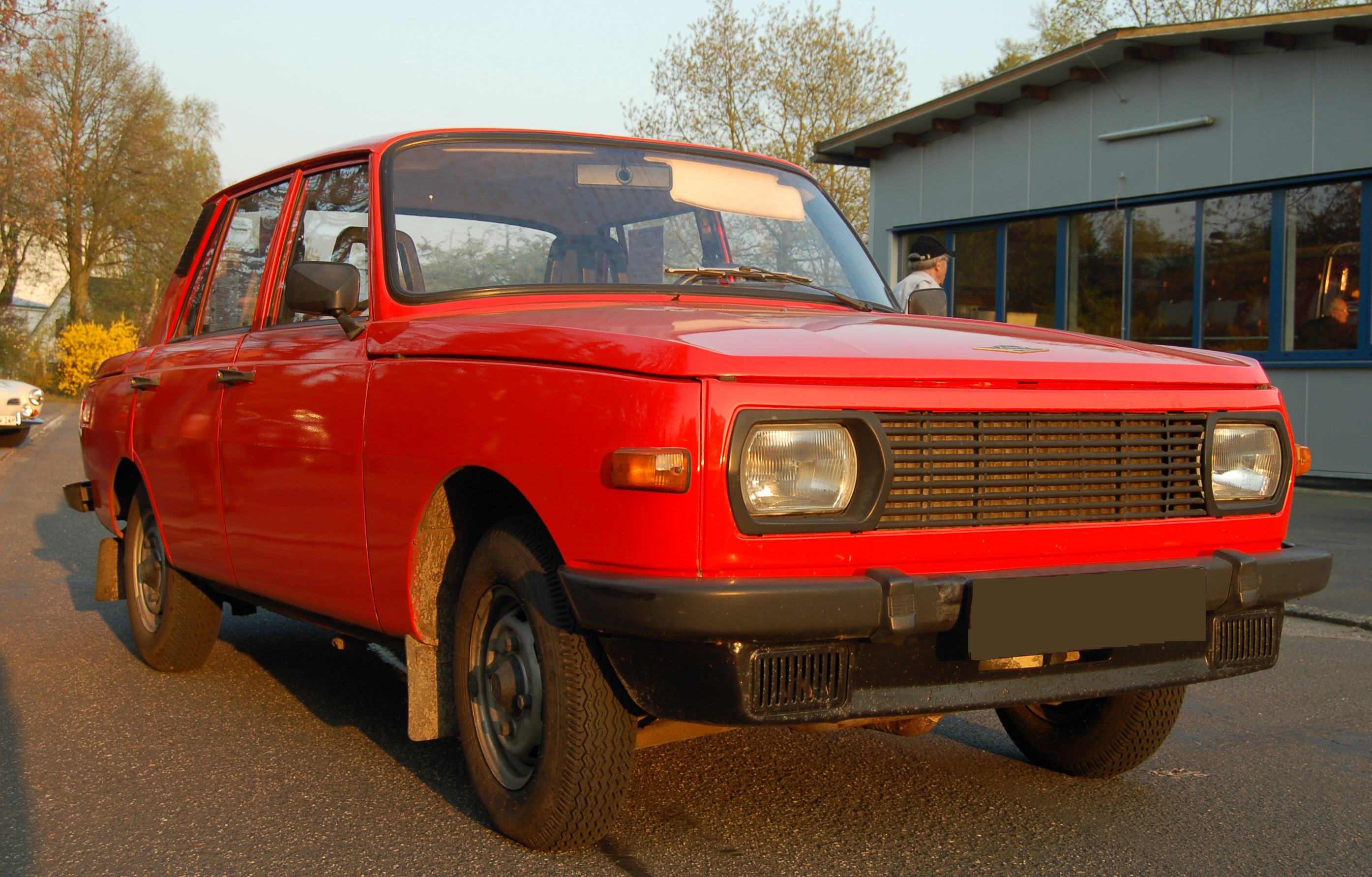
ヴァルトブルク353

1970年代と1980年代における乗用車のおよそ50%が東ドイツの国民車であるトラバントであり、それらはツヴィッカウのザクセンリンク人民公社で作られていた。東ドイツでは乗用車は表面上それほどの重要性はないとされたため、トラバントの目立ったモデルチェンジは行われなかった。ザクセンリンク人民公社自体は全くモデルチェンジをする気がなかったわけではなく、ヴァルトブルクを製造していたアイゼナハー・モトーレンヴェルクや、チェコスロヴァキアのシュコダと共同でモデルチェンジする計画を何度か立てたのだが、それらは試作品止まりかSEDの命令による中止等で実現しなかった。また、トラバントの利益はほとんど設備投資に向けられず他の日用品への助成金に充てられたため、生産設備も消耗しきっていた。1960年代後半以降は、その品質はますます世界標準から遠ざかっていった。「トラバント603」（1966年）のようなハイクラスモデルは、政治的に禁止された。そのため、トラバントは硬直した経済のシンボルのようになっていた。固定価格制というイデオロギーから、価格は1962年から1986年まで変わらず7,850マルクであった。
他のモデルでは、1989年に15,000マルクもした高級モデル「Universal S de Luxe」のように、より高額であった。しかしこの価格は、高度な需要と国民所得の増加を考慮に入れていなかった。トラバント1台は（平均的な世帯収入と比較して）1960年時点で月給10.8か月分であったが、1980年時点では5.7か月分であった。生産数が増大しているにもかかわらず、購買意欲を消化することはできなかった。その結果として、新車を買うには莫大な待ち時間を必要とすることになり、トラバント1台を買うにはおよそ10年間も待たなければならなかった。しばしば家族のなかで18歳以上になった人はみな、1台の新車を注文していたので、最終的には4〜6年に1世帯で新車1台を手に入れるということが現実的であった。待たないで車を買うには、西ドイツから東ドイツへのプレゼントサービスをおこなっていた「Genex」社を通じて買うこともできた。あるいは、ブラックマーケットで新車を高額で購入することも可能であった。新車不足にもかかわらず、乗用車の所有台数は持続的に増加していた。1960年には、100世帯につき約3.2台であったが、1989年には約55台である。
このようなことが可能になったのは、東ドイツの乗用車が耐用年数を超えてもスクラップされることがあまりなく、修理されたり、新しく完全に作り変えられたりしたからである。そのため、修理部品の需要が高まり、慢性的な修理部品の不足に悩まされることになった。全修理部品の80%は、中古車の修理に使われた。このことは、またもや工場に過度な負担をかけることになった。また新車の生産も増大していたから、修理部品の状況はよりいっそう厳しいものになったであろう。それは東ドイツが最後まで抜け出すことのできなかった悪循環である。それゆえ、トラバント1台の平均的な使用年数は27.8年にまでなった（西ドイツの乗用車と比較すると、1985年時点では平均耐用年数は12年であった）。走行距離も、特に修理部品不足のため少なく、1989年時点では一年間あたり平均9,300km（公用車、タクシー含む）であった。
自動車（ヴァルトブルク）
東ドイツで2番目に普及した乗用車は、アイゼナハー・モトーレンヴェルク (EMW) のヴァルトブルクであった。この車もまた、1960年代終わりから大規模なモデルチェンジは行われなかった。トラバントよりも大型、低音、快適であった。新車価格は17,000〜21,000マルクで、高収入の人だけが買うことができた。ヴァルトブルクの新車を入手できる国民はごく一部であり、例えば1975年に生産された54,050台の新車のうち、34,250台が輸出用、8,941台が国内用、7,300台がGenex用、556台が投資者用、3,003台が国家機関用として納車された。1989年には、東ドイツの所有乗用車のうち18%を占めた。
エンジンの改良
トラバントとヴァルトブルクは2サイクルエンジンであり、評判の悪く、強い臭気を伴った青い排気ガスを出した。新しいエンジンの開発は、政治的に長いあいだ抑制されていたが、1984年にフォルクスワーゲングループとライセンス契約を締結し、4サイクルエンジンのライセンス生産が行われるようになった。1988年、ヴァルトブルク1.3で、1990年、トラバント1.1で外見的には大きな変更を加えずに新型エンジンが搭載されたが、ドイツ再統一という歴史の流れのなかで事実上普及しなかった。新エンジン搭載時には固定価格制は最終的に諦められ、新車価格は実際のコストに見合ったものになった。かつて16,950マルクだったヴァルトブルクは、1989年には30,200マルクもした。このことは、技術的に馬鹿げた行動であった。現場の製造者との協議をしないままに政治的に決められたものであり、いかに東ドイツの計画経済が経済的に誤った判断で導かれていたかを示す格好の事例である。新型エンジン搭載にかかった費用は、およそ70億マルクという膨大なものであった。そのうちの40億〜50億マルクは、ヴァルトブルク車の大幅なモデルチェンジと、エンジンの国内独自の開発に向けられた。
輸入車
比較的に充実していたのは、輸入車である。チェコのシュコダとソ連のLada（ヴァース）は、およそ全乗用車の10%を占めていた。ザポロジェツやモスクヴィッチのような輸入車はあまり好まれなかったので、待たずに購入可能であった。他にも、ダチア1300やザスタバ1100、ポルスキ・フィアット125p、ヴォルガなどが東ドイツで好まれた。フォルクスワーゲン・ゴルフ、マツダ・ファミリア、シトロエン・GSなどの西側の自動車は、制限された範囲内で東ドイツマルクで売られていた。Genexを通じて、西ドイツの通貨であるドイツマルクで支払うのなら、他にも西側の自動車を購入することができた。党幹部は、ザクセンリンク・P240やタトラ、ソビエト製の高級セダン、とくにチャイカなどを所有していた。最高指導者であるホーネッカーはレンジローバーやメルセデス・ベンツなどの西側の高級車を何台も所有していた。これらの自動車は、通常、中古車として私的に所有することができた。
中古車
中古車販売は、商業的でないものしか許可されなかった。1975年まで、自動車の価値は、国の担当局によって決められていた。1976年以降は、自動車所有者は販売価格を自分で設定してもよいことになった。車種と状態を記した価値判定のリストが作られたが、新車不足のため、実際に支払われた額は高かった。例えば待ち時間のない新車同様のトラバントは、公式の新車価格の3倍で売ることができた。
トラック
東ドイツのトラックは、主として小型トラックバルカス、3t車ローブラ、5t車IFA W50に限られていた。さらに大型のトラックは、例えば、タトラやKAMAZのように他の経済相互援助会議加盟国から輸入された。遠距離移動用には、ボルボ・トラックスが使われた。小型トラックの不足は特に重大で、ポーランドのFSC ŻukロシアのUAZなどが変わらずに輸入され続けた。そのため輸送手段として乗用車に荷物入れを括りつけて使われる場合もあった。マルチカーは、東ドイツが製造した唯一のモータービークルであり、今日でもまた存在している。
バイク

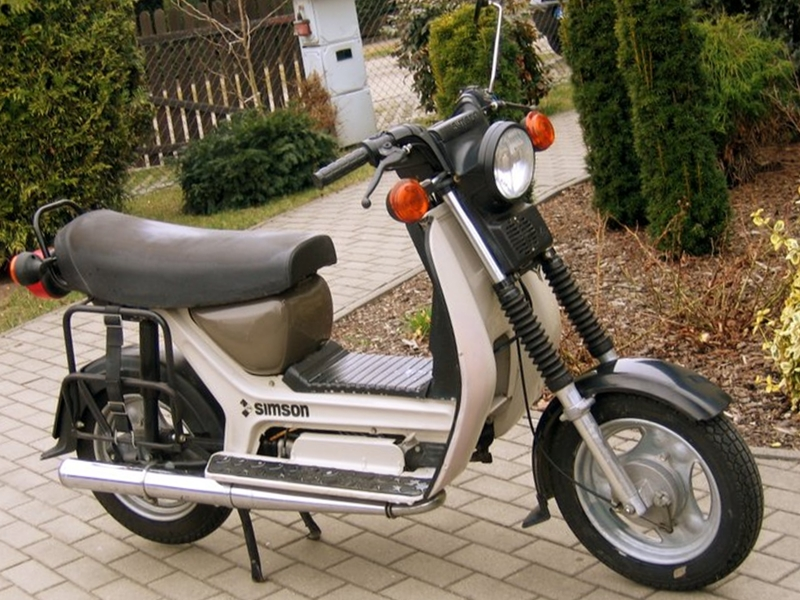
Simsonroller SR50 (1986–2002)

東ドイツは、二輪車の国でもある。ジムソンは、1955年〜1990年までの間に500万台の軽オートバイを生産し、国内では最も大きなシェアを占めた。国民の人口が1,700万人ほどであったことを考えると、当時いかにオートバイが普及していたかがわかる。このことは、運転免許が規制にあまり縛られていなかったことにも関係している。1回のちょっとした運転免許試験で、15年間は60km/hの小型オートバイを運転することができたのである。購入価格が1,200〜2,400マルクであったことから、両親が成年式（14歳）を迎えた子供にお金を立て替えてやることも珍しくなかった。チョーパウではおよそ300万台のMZモトラッドが作られていた。乗用車の性能とは違って、東ドイツのオートバイは国際的に見てもそれほど時代遅れのものではなく、1980年代にはジムソンSR50のような現代的なバイクも存在した。
自転車
もちろん東ドイツでも自転車が作られていた。有名なメーカーは、ディアマントやMIFAだろう。国際的な競技用自転車のなかで広く名声を得た。
公的交通機関
個人が使える公的な交通機関には、多額の補助が加えられた。1965年まで路面電車は、ローバー人民公社やゴータ車両製造などの国内企業によって製造されていたが、その後、経済相互援助会議加盟国であるチェコスロバキアのČKDタトラ社から輸入された。バスはハンガリー人民共和国のイカルス社製のものが使われた。西ドイツとは逆に、路面電車を大規模に拡充することに重点が置かれており、交通機関の乗車料金は極端に安かった。このことは、今日でもベルリンの路面電車に典型的に見られる。住宅地を新しく建設する際には、必ず路面電車のレールも設置された。東ドイツ国営鉄道は、かなり使い古された鉄道車両と鉄道線を所有していたが、少ない投資のわりに比較的大規模な鉄道路線網を運営していた。東ドイツは国営の航空会社インターフルークを持っていたが、旅行用に飛行機が使われることはほとんどなく、例えばブルガリアなどの遠い地域へ行く際は、通常、車か電車であった。しかし、ドイツ旅行代理店で飛行機旅行をすることも可能ではあった。

### 住宅

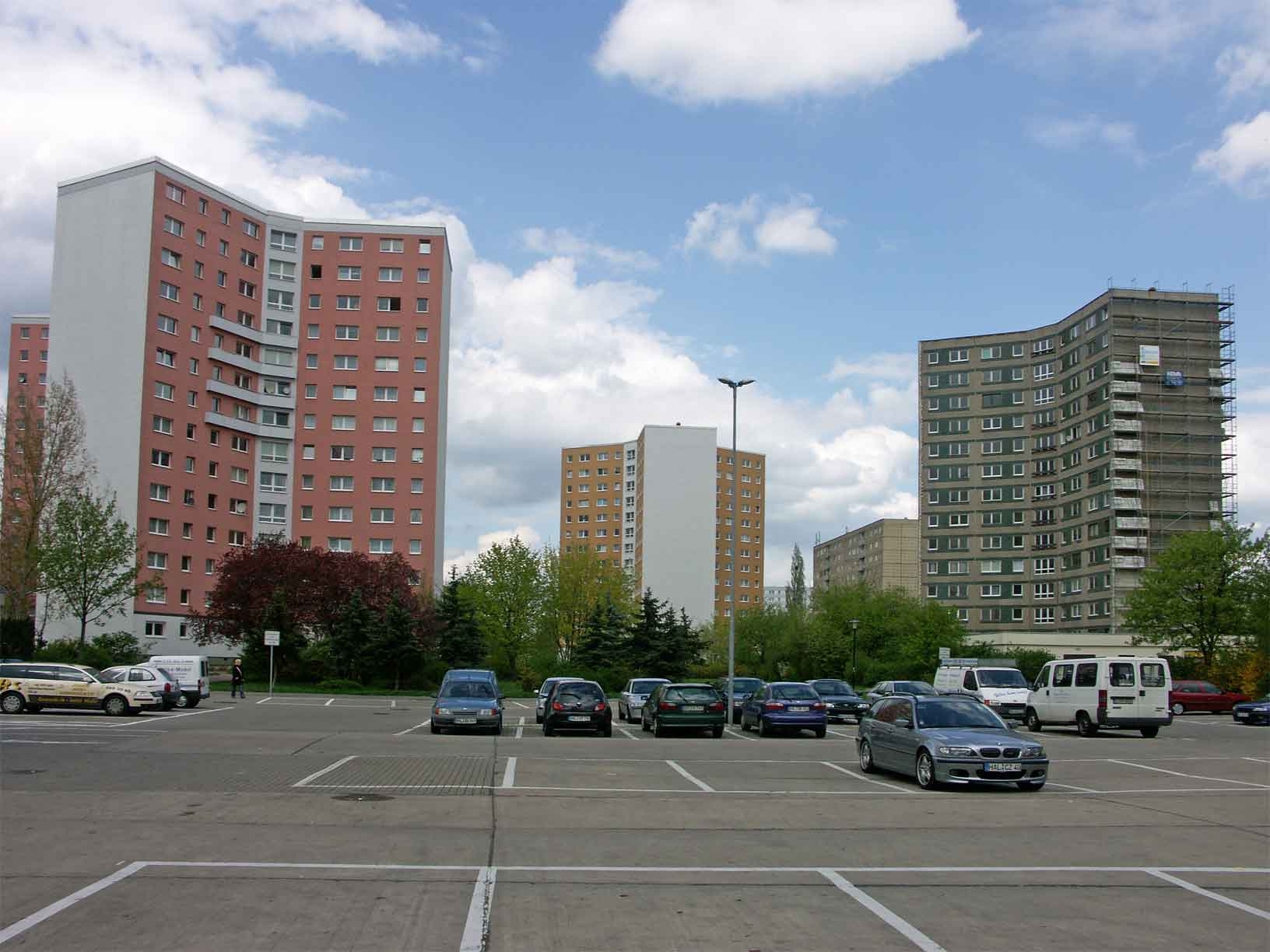
東ドイツ時代に建てられたハレ=ノイシュタットの集合住宅 (Plattenbau)

東ドイツには開かれた住宅マーケットは存在しなかった。住居が割り当ては、結婚か未婚か、子供は何人かという社会的立場によって決まり、個人の希望は、間借りしている人同士が個人的に借家を交換しあうことによってしか通らなかった。子供のいない未婚の成人にとっては、マイホームを持つことは極めて難しかった。家賃（光熱費抜き）は、月額およそ30マルクで、120マルクを超えることはめったになかった。当時の平均収入と比較してみると、この額は安かったと言われている。
戦争による荒廃によって大規模な住宅建設計画を立てることが必要不可欠になった。1970年代初頭からの団地の建設技術で、住宅建設の最大限の合理化・画一化に成功した。新しい住宅の需要は莫大なものであったので、デザインへのこだわりは控え目になった。しかしそれでも、住宅問題は1980年代になっても解決されなかった。古い住宅が放置され、改修されずに老朽化したことも問題になった。東ベルリンでは1980年代に本格的な老朽化した住宅の改修が始まったが、実際には東ドイツの古い住宅は1989年でも大部分は荒れ果てていた。改修が必要な建築物の額は、「明らかに東ドイツで効果的に使われた建設費用」を超えていた。1991年の信頼が足る査定では、建築物の20%が「再利用不可能」と判定されている。
今日の西側諸国と比べると、住宅地は、収入ごとに分かれることが少なく、大部分は混ざり合っており、様々な社会階層の家庭が同じ場所に住んでいた。とはいえ、党のエリートや国家機関の職員は、国家が指定した特定の地域に集まって暮らしており、特にSEDの最高指導部である政治局のメンバーは、ベルリンのヴァルトジードルングと呼ばれる専用の住宅地区に住んでいた。 
一軒家は、当初は物資の不足ゆえに、限られた場所でしか建設されなかったが、絶え間ない住宅不足のために住宅建設は、特に1980年代はある程度の活況を呈していた。

### 医療品
医療器具および医薬品に関しては、東ドイツは外貨不足から、国際的な基準を満たすことできなかった。年金生活者や生活保護者にも充分な供給ができなかった。避妊剤（ピル）は無料で貰うことができたが、コンドームは有料であった。

### 旅行
移動の自由は制限されていたので、私的目的での旅行は国内が多かった。海外ではバルト海は、最も人気の保養地であった。他にもチェコスロバキア、ハンガリー、ブルガリア（黒海）が多かった。西側諸国への旅行は、何らかの正当な理由があった場合（例えば、西側にいる親戚の誕生日など）、あるいは仕事で出国する場合にのみ可能であった。なお年金生活者は、経済スパイの疑いが無いかぎりは、基本的に西側へも自由に海外旅行することができた。

## 経済改革の歴史
ウルブリヒトは、経済的な効率においても、商品内容でも、西側に追いつき、追い越すことという計画を提唱したが、1950年代の終わりには幻想であることが明らかになった。その原因は、過度な「中央集権化」のなかに求めることができるであろう。この方針は、計画・指導の新経済システムという綱領が出されたときに是正されるべきであった。党が決める計画経済を方向転換することも、ユーゴスラビアの「社会主義的市場経済」のような範例も、あまり考慮されなかった。
ウルブリヒトが提唱した、一流の産業部門を計画目標に合わせて助成するという構想では思ったとおりの成果が上がらないことがわかると、ホーネッカーは新たに中央集権化を推進するようになり、1970年代初めに、それまで民間であった企業のほとんどが国営化された。「小さな個人経営の手工業と小売業、飲食店だけが残った」。

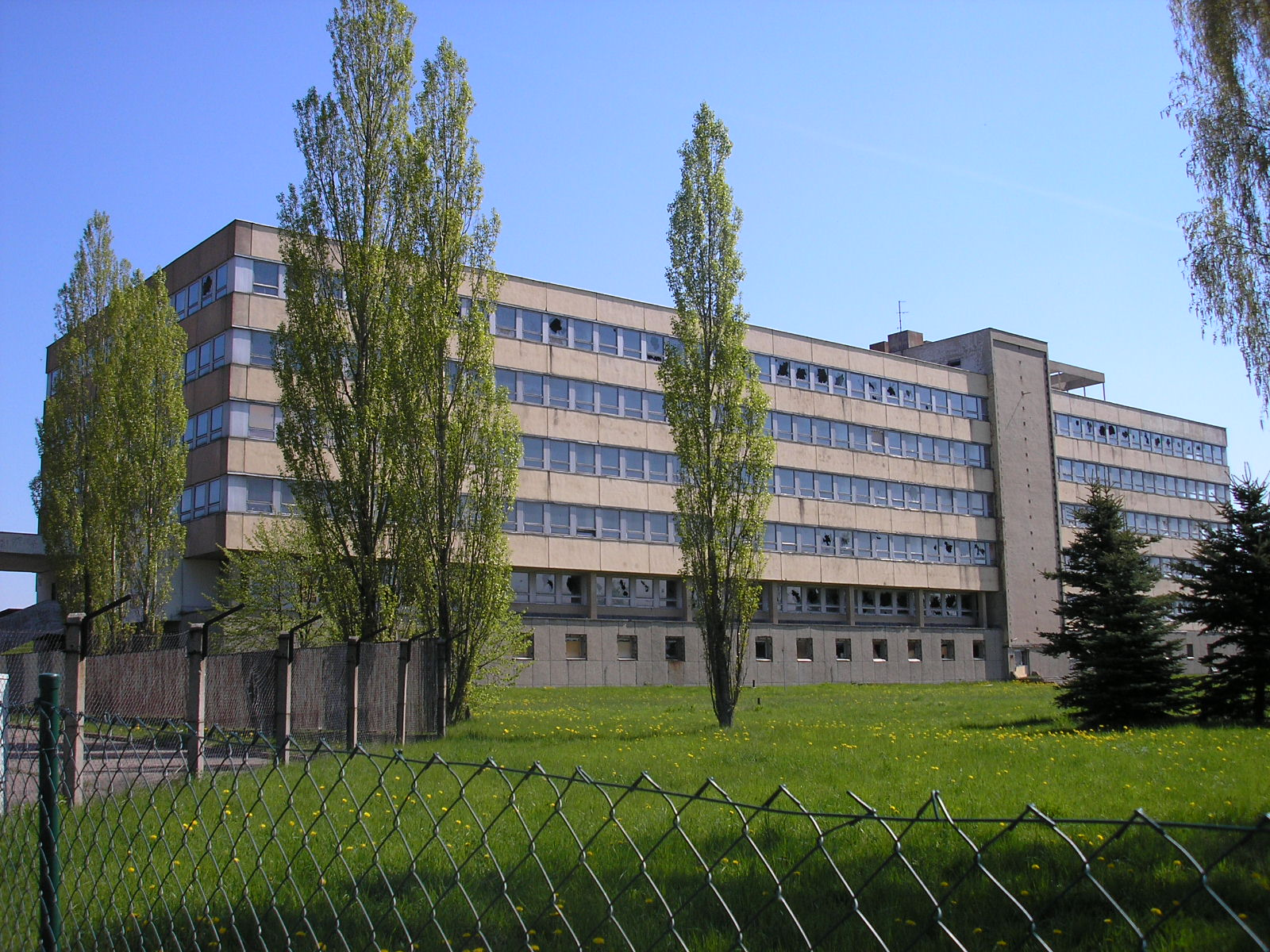
イルメナウ市ガラス製造コンビナートの管理棟。この時代に典型的な産業建造物

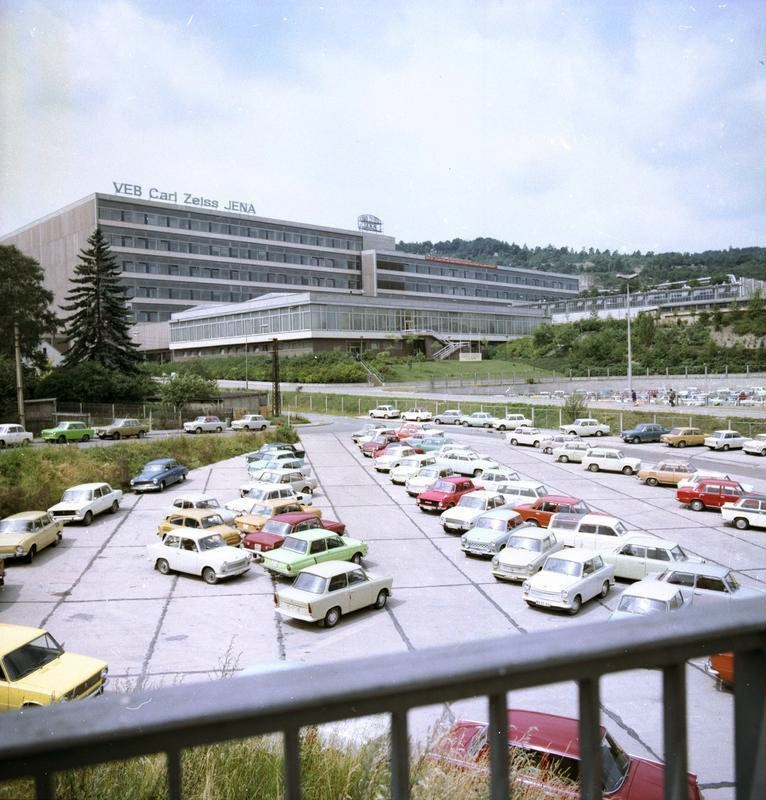
人民公社カール・ツァイス・イェーナ（1978年）

1960年代の終わりから、当時主流だった人民公社連盟は、ますます解体され、それに代わってコンビナートが建設された。そこでは合理化のために、人民公社の産業・研究・開発、売上が統一化され、統一的な指導体制のもとで管理された。それに結びついた高度な実質的な生産歩合は、高度な分業体制と効率性、生産性を犠牲にした。根本的な欠点は、この方法では除去することができなかった。
最新の設備を導入するだけの資金が不足していたので、多くの公社では際限なく消耗や修理をしなければならないという問題が生じた。事故が断続的に生じ、死亡事故に至ることまであったということが、その取り返しのつかない結果のひとつであった。また他にも、資材の配達が来ないことがしばしばあり、労働時間の膨大な無駄が生じた。
1970年代に計画の意図に従属していたのは、明らかに工業だけではなかった。農業は、とりわけ飢饉（1969年）や変化が生じたために、赤字になったので、1971年〜1981年には、およそ1,500万マルク分の穀類・飼料・肥料が非社会主義的経済圏から輸入されなければならず、1970年代の終わりには、さらなる農業の専門化が行われた。垂直統合や水平統合をおこなっても、従業員数が多い割には、高いスケールメリットを示さなかった。農業の産業化は、土地の荒廃、水はけの悪化による水たまりの発生、地下水の枯渇など、生態系への悪影響を与えた。農業経営も、投資資金の不足に悩まされたコンビナートと同様の被害を被り、消耗した機材はたまにしか交換されなかった。というのも、農業機械は重要な輸出品であったからである。農業生産の体系的な比較を見ると、東ドイツでは、基本的な食料品がほとんど政府からの補助金に依存した価格が設定されていたため、資本市場が生産を促進することがなかった。
1971年、ホーネッカーは、SEDの第8回党大会で「経済政策と社会政策の両立」という新しい方針を決議し、商品供給と社会保障を拡大させる路線をとった。しかし、社会保障の拡大は東ドイツの財政を圧迫し続け、国家の負債をつり上げた。1989年10月のシューラー・レポートが、以下にこの展開を総括している。
1971年の第8回SED党大会以降、消費は総じて国内の生産性を超えて大きく拡大している。国内の生産よりも消費が多かったため、非社会主義経済圏からの負債を背負わされることになり、1970年に200万ドイツマルクだった負債は、1989年には4,900万ドイツマルクにまで増大した。このことが意味するのは、第8回党大会以降の社会政策が、国内の生産性に基づいたものではなく、非社会主義経済圏からの負債をもたらすものだったということである。
1970年代のオイルショックは、東ドイツの経済には直接の影響を与えなかった。それどころか最初から東ドイツは、ソビエトの石油の加工することを通じて西側の外貨を獲得することができたので、経済相互援助会議加盟国内で石油価格が高騰した影響を遅らせることで利益を得ることができた。この時代には、東ドイツの経済力、重要な外交成果と国際的な評価も低下した。同時に、ホーネッカーの社会政策によって1972年以降、国民所得よりも比較にならないほど大きな支出が生じた。ソ連が経済的問題のために1981年〜1982年に特別価格での原油供給量を1900万トンから1700万トンに減らしたとき、東ドイツは環境負荷をかける国内の褐炭をますます必要とした。

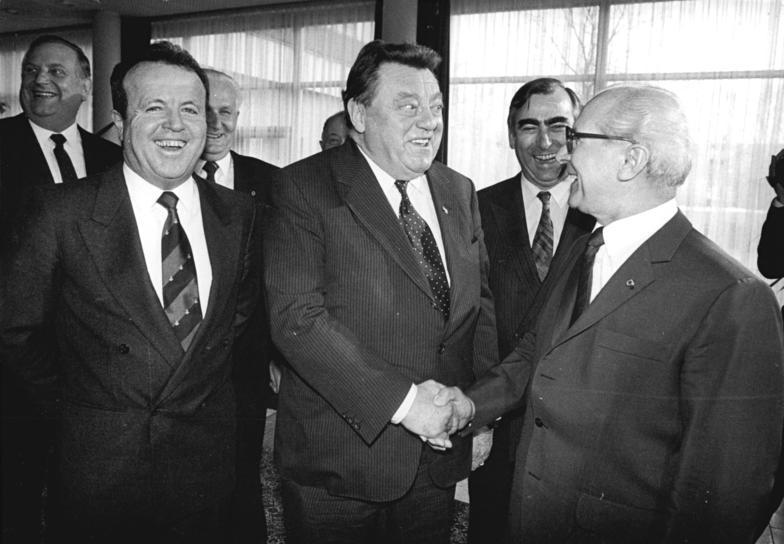
1987年のライプツィヒ見本市でホーネッカーと握手するフランツ・ヨーゼフ・シュトラウス・バイエルン州首相。左端奥の人物がシャルク=ゴロットコフスキー

いかに外貨の必要性が高まったていたかは、外国貿易会社の支援、インターショップ、西側の東ドイツ観光客に義務づけた最低外貨両替額のような外貨獲得措置から想像することができるであろう。輸出支援はますます国内での商品供給の負担になり、企業の設備投資も困難にした。対外貿易省貿易調整部のメンバーで国家保安省にも所属していたアレクサンダー・シャルク＝ゴロトコフスキが指導し、西側との特殊な関係を温存していた貿易調整部は、外貨経営の特別部門を創設。その活動は極めて多種多様な領域に及んだ。東ドイツの美術品や骨董品を所有者から没収し、西側に売却した。他にも、献血から外貨が得られることがあったが、東ドイツ市民が海外の解放運動と連帯し止めさせた。西側のゴミや有害な産業廃棄物を東ドイツで貯蔵・廃棄処理することでも外貨を獲得した。特に採算がとれたのは、囚人の保釈金であった。東ドイツに対して西ドイツは、政治犯の釈放と移住に相当な額を支払っていた。1964年から1989年のあいだに、計33,755人の囚人に340万東ドイツマルク以上の保釈金が支払われた。例えばアフリカや中東への武器輸出も外貨獲得手段であった。
東ドイツ指導部は1977年から、エアフルト・ミクロエレクトロニク・コンビナートの建設に集中的に着手し、合計で150億マルクも投資した。しかしソ連は1980年代半ばから軍事兵器を買い取ることはなくなり、市民向けの製品への切り替えは、西側の基本技術を使いこなせなかったために、馬鹿げたコスト構造になった。
社会政策のなかで中心的だった住宅建設計画を立てたときにも、東ドイツ指導部は明確に遅れていた。1971年から住宅建設計画が始まり、1984年に200万世帯の新居が完成し、また1988年にホーネッカーによって300万世帯の新居が完成したとのことだが、その数字は歪められていて、実際に建設されたのは、そのうちの約2/3であった。他方で、その時期に古い建物は、改修されず、ますます朽ち果てていった。
国家の投資計画は、技術的進歩が遅れた東ドイツ経済の衰退を食い止めることはできなかった。ここに計画経済の非効率性と、東ドイツ経済において投資が減退したことの結果が、ネガティブなかたちで現れている。ウルブリヒトの時代から西ドイツを追い抜くことに重要性が置かれ、あらゆる経済的な改革が行われたが、効果は出なかった。国民一人あたりの実質GDPで比較すると、1950年には西ドイツの50%であったのに、1985年にはもはや36%にまでなっていた。政治学者クラウス・シュローダーによると、東ドイツ経済は、最終的に少なくとも20年近くも遅れていた。
アレクサンダー・シャルク＝ゴロトコフスキは、1989年12月にSED党管理委員会議長のヴェルナー・エーバーラインに手紙で予言したのは、年内か新年まもなくに東ドイツの財政が破綻し始めるであろうということだった。しかし実際の対外債務の情報は、東ドイツ国内でも隠蔽されていたので、党の経済指導部には知らされなかった。貿易調整部が支出していた貸出残高と外貨準備高が隠蔽されていたため、財政破綻の危機は、ゲアハルト・シューラーの在職期間中に始まった。
企業の設備投資も1980年代にはますます悪くなっていった。ホーネッカーが提唱した「共産社会主義」は、莫大な企業の収益を国家予算に組みこみ、それを債権として投資に回した。しかし、投資対象には企業外の活動、例えば自由ドイツ労働総同盟の活動も含まれていた。
東ドイツ中央銀行に対する人民公社の借金も、1989年には2,600億マルクに到達していた。さらに、生産設備の修繕費用が増大したことで、設備の更新投資は低下し、そこから資本の減耗が生じた。民兵組織の労働者階級戦闘団や企業内党組織（Betriebsparteiorganisationen）のような企業外活動が活発になると、無用に行政を増大させ、企業はさらに負担を被ることになった。したがって、東ドイツの経済を自力で回復させることは、極端に消費を制限することによってのみ可能であったであろう。
経済崩壊の兆候は1981年には現れており、1983年にははっきりしたものになった。……もし再統一が無かったら、東ドイツは予測のつかないほどの社会的な結果を伴った大惨劇になっていったであろう。……東ドイツの産業は、決して国内の力で立ち直ることはできなかったであろう。

## 労働法・社会法
社会主義社会に典型的なのは、統一的な労働法規定である。社会に対する個人の権利と義務に基づいており、つまり例えばドイツ民法における契約の自由には基づいていなかった。
健康保険、法定年金保険を含める社会保険が、ブルーカラーとホワイトカラーに義務づけられており、これらは自由ドイツ労働総同盟社会保険の義務保険である。また個人事業主には、東ドイツ国民保険が義務づけられていた。

## 外国貿易

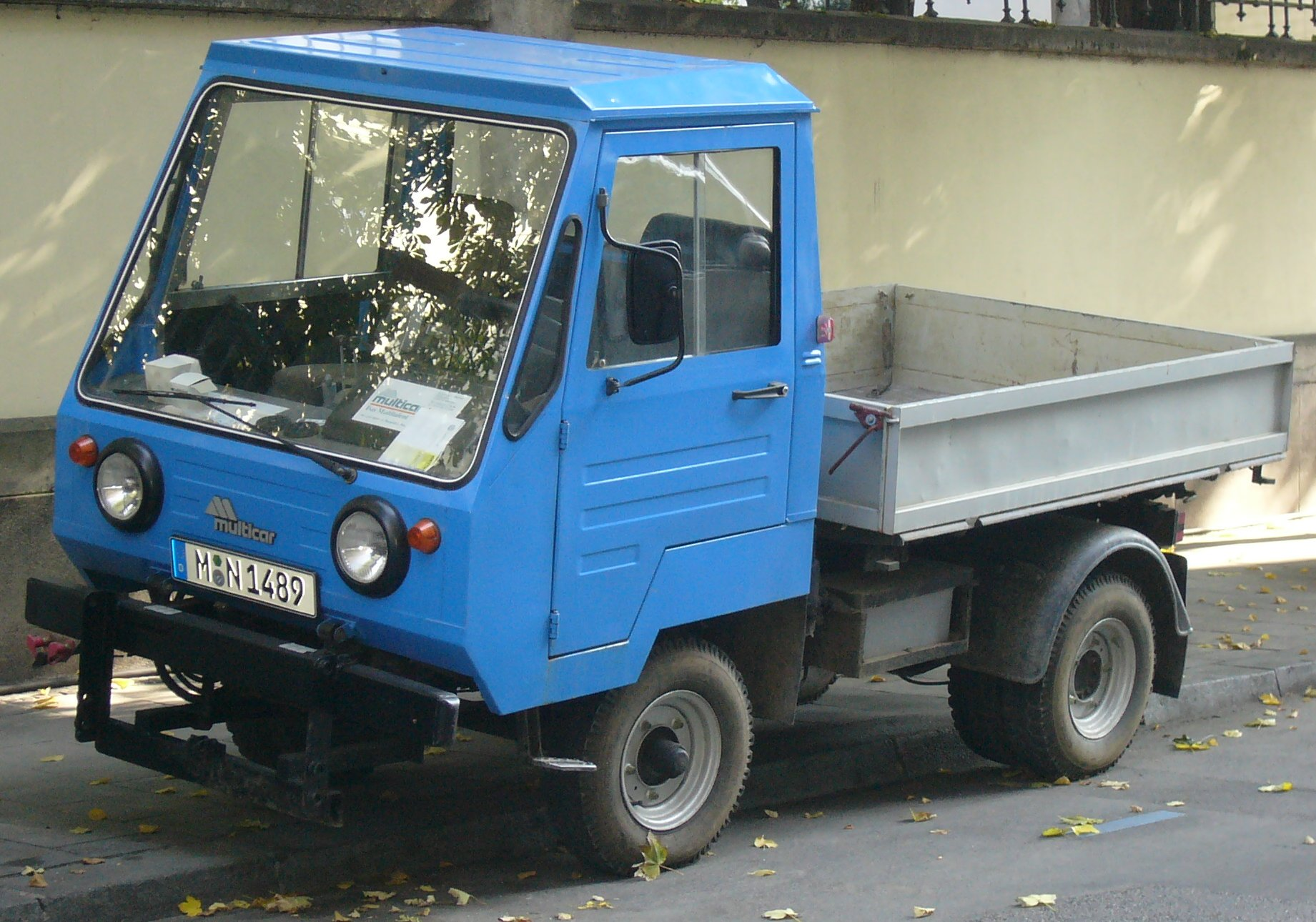
ムルチカー（Multicar）：70%は輸出された

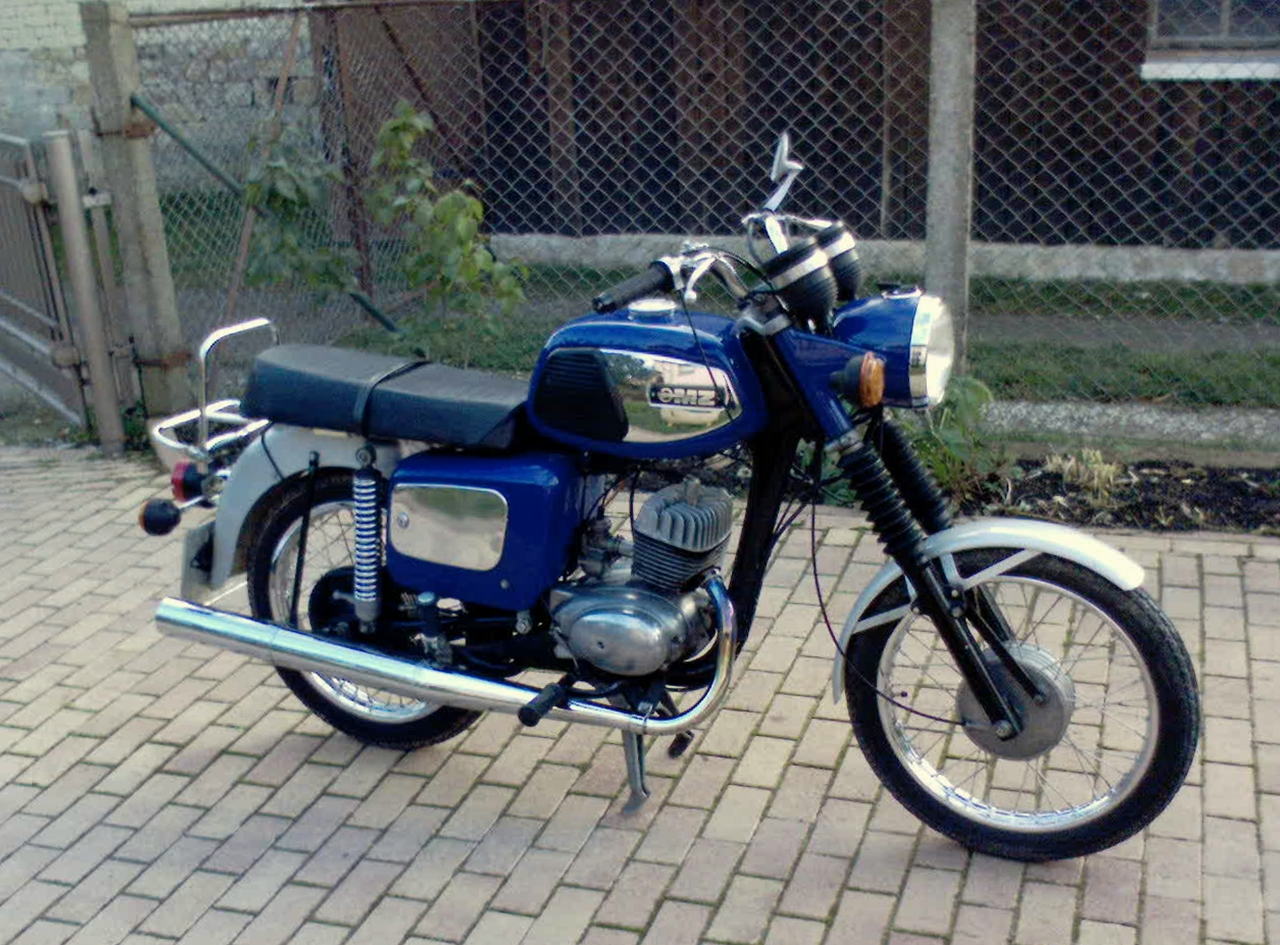
MZモトラッド

高度な産業立国であった東ドイツは、様々な商品、食料、原材料の輸入を必要としていた。東ドイツマルクは他国では通貨として交換可能ではなかった。海外から輸入するには、例えば交換可能通貨であるUSドルに対して何かを売ることで、貿易するか外貨を獲得するしかなかった。その際、貿易量の増加を達成した（単位10億ドイツマルク：実効価格）。
| 年次 | 合計貿易売上高 | うち社会主義国 | うち発展途上国 | うち資本主義国 |
| ---- | -------------- | -------------- | -------------- | -------------- |
| 1950 | 3,678          | 2,660          | 0,014          | 1,004          |
| 1960 | 18,487         | 13,799         | 0,791          | 3,897          |
| 1970 | 39,597         | 28,340         | 1,601          | 5,346          |
| 1980 | 120,101        | 79,810         | 7,331          | 32,960         |
| 1988 | 177,337        | 122,549        | 5,889          | 48,898         |

東ドイツ国民経済の主要問題のひとつは、非社会主義国への輸出は、莫大な助成金を貰わなければならなかった。1980年と1988年のあいだ、原材料の海外市場での価格が高騰し、国内経済へ充分に投資できなかったため、輸出に必要な費用は倍増した。西ヨーロッパと東ドイツの生産性の格差はますます開いていった。さらに、ドイツマルクはその期間にUSドルに対して極めて大きく高騰した。
最も重要な貿易パートナーは、ソ連と西ドイツであった。比較的小さかった東ドイツは、ソ連との貿易に占める割合は11%であったのに対して、逆にソ連が東ドイツとの貿易に占める割合は40%であった。1950年に15億ドイツマルクであったソ連との貿易額は、1960年に79億ドイツマルクにまで増大し、1987年には710億ドイツマルクにまで到達した。第二次世界大戦直後には、まだ賠償（Reparationen）が重い負担になっていたが、その後すぐに貿易は通常どおり行われるようになり、発展していった。貿易は、東ドイツの産業力と原材料の需要にかかっていた。例えばルール地方とかつてのオーバーシュレージエンからの石炭供給ルートは分断されており、技師のゲオルク・ビルケンロートが発展させた褐炭の高温ガス化技術で補わなければならなかった。東ドイツは、国内の褐炭だけでなく、とくにソ連のドルジバパイプラインからの石油を必要としていた。ソ連の方では、産業設備・消費財・（軍事的）電子機器が必要であった。
東ドイツが経済相互援助会議に1950年に加盟したことで、加盟国での経済を分業化し、それぞれ専門化して、相互に協力し合い、不足分を補うことが試みられた。東ドイツ経済は、とくに、ソ連の工業化を成し遂げる課題を持っていた。インフラ、農業機械、輸送設備、船舶、長距離列車、工作機械、クレーンなどが必要であった。それ以上に、核兵器製造を始めていたソ連に東ドイツは閃ウラン鉱をヴィスムート社を通じて供給した。1983年に決定された軍事産業と武器輸出を著しく拡大させるというマイクロエレクトロニクス・イニシアチブは、ゴルバチョフ政権のもとでは適用されなかった。
東ドイツ貿易量の15%は、西ドイツとのいわゆる相互地域貿易のなかで無関税のまま取引された。東ドイツはこの枠組みを通じて、西側の技術をソ連に移し、間接的に西ヨーロッパのマーケットにもつながることができた。このような部分的に非合法な輸入には、兵器に関連する物資も含まれていたが、西側の禁輸規制をすり抜けた。貿易調整部とシュタージは、この西ドイツからの輸入には、西ドイツへの輸出と同じぐらいに強い関心を持っていた。西ドイツとのビジネスは、東ドイツにとってかなりの輸出チャンスでもあった。こうして、東ドイツは、国内と社会主義国の商品を通商協定違反であったにもかかわらず、西ドイツとECCに輸出することができた。その際、密輸、コピー品などのような違法な手段が用いられた。そのことでパラドックスな状況が生じた。一方ではドイツ社会主義統一党は、東ドイツが経済相互援助会議に属していること、計画経済システムの重要な意義と優越性をプロパガンダにしていたが、他方では密かに西側との貿易、特に利益の多い西ドイツとの貿易を進めていた。「経済とプロパガンダがされたイデオロギーとのあいだの股割り状態」をごまかし、しかしにもかかわらず、ソ連の方針からも身を守るために、東ドイツは西ドイツとの貿易の売上を低く申告していた。
1970年代に東ドイツは、ソ連の重油とそこからできる化学原料や燃料を西側に流す中継ぎ業で大きな利益を得ていた。貴重で消費者にとって高価だった輸入材は、コーヒーであった。1954年にソ連のコーヒー供給ルートが停止されると、東ドイツで初めてコーヒー不足が起こった。コーヒーは1970年代までには、東ドイツ国民にとっては家計のなかで最も重要な位置を占めるものになっていた。西ドイツの人間との関係がある東ドイツ国民にとってコーヒーを手に入れる拠り所だったのは、長いあいだ西側から送られてくる小包「ヴェスト・パケート」であった。劇的にコーヒー価格が高騰したため、代用コーヒー（Muckefuck）を美味しくブレンドしようとしたが失敗し、そのことは広範囲でいつにないほど強烈な国民の抵抗運動を呼んだ。党指導部は、再び海外市場でのコーヒー取引に乗り出したが、そのメンツは著しく失われた。